# Kil Jae-son
Kil Jae-son (koreanisch 길재선; geb. 5. Mai 1975) ist ein ehemaliger nordkoreanischer Marathonläufer. 
Er nahm an den Olympischen Sommerspielen 2000 in Sydney teil. 2000 belegte er im Marathon Rang 59.